# Коршинг, Хорст
Хорст Коршинг (нем. Horst Korsching; 12 августа 1912, Данциг — 21 марта 1998, Хильдесхайм) — немецкий физик-ядерщик. Известен кроме профильных трудов участием в операции «Эпсилон».

## Биография
Хорст Коршинг получил начальное образование в школах Данцига и Берлина. После окончания института в 1932 году, он продолжил изучение физики в университете Гумбольдта в Берлине. В 1938 году Герман Шулер присвоил ему докторскую степень в Кайзер-Вильгельм институте, располагавшемуся в берлинском районе Далем.
В этом институте Коршинг вместе со своим коллегой Карлом Вирцем исследовали законы магнитных моментов ядер и термодиффузии. В годы войны он под руководством Курта Дибнера и Вернера Гейзенберга занимался изучением обогащения урана.
В 1943 институт был переведен в Хехинген, чтобы уберечь его от авианалётов. Два года спустя, в конце весны 1945 года, Коршинг в числе десяти учёных-ядерщиков был задержан войсками союзников. Вместе с ними во время операции «Эпсилон» он провёл под арестом последующие шесть месяцев, пока союзники пытались выяснить уровень германской ядерной программы. Примечательно, что работы этих учёных, изъятые в ходе операции «Алсос» оставались засекреченными вплоть до 1971 года.
С 1946 года работал в Институте ядерной физики Общества Макса Планка (новое название бывшего Института физики Общества кайзера Вильгельма), открытом в Гёттингене, находившемся в тогдашней британской зоне оккупации. В 1958 году переехал с институтом в Мюнхен.

## Сочинения
- H. Schüler und H. Korsching Zur Frage nach Gesetzmäßigkeiten beim Aufbau des Atomkernes, Naturwissenschaften Volume 24, Number 50, Pages 796-797 (December, 1936)
- Horst Korschung Quadrupolmoment von 83Kr36, 131Xe54 und mechanisches Moment von 83Kr36, Zeitschrift für Physik Volume 109, Numbers 5-6, Pages 349-357 (May, 1938). The author is cited as being at a facility in Berlin-Dahlem. The article was received 10 March 1938.
- H. Schüler und H. Korsching Magnetische Momente von 171, 173 Yb und Isotopenverschiebung beim Yb I , Zeitschrift für Physik Volume 111, Numbers 5-6, Pages 386-390 (May, 1938). The authors were cited as being at a facility in Berlin-Dahlem. The article was received 1 November 1938.
- Horst Korsching and Karl Wirtz Trennung von Flüssigkeitsgemischen mittels kombinierter Thermodiffusion und Thermosiphonwirkung: Methode von Clusius und Dickel, Naturwissenschaften Volume 27, Number 7, Page 110 (February, 1939)
- Horst Korsching Trennung von Benzol und Hexadeuterobenzol durch Thermodiffusion in der Flüssigkeit, Naturwissenschaften Volume 31, Numbers 29-30, Pages 348-349 (July, 1943)
- Horst Korsching Ein abgeändertes Verfahren bei der Trennung von Lösungsbestandteilen durch Thermodiffusion in der Flüssigkeit, Naturwissenschafte Volume 32, Numbers 27-39, Page 220 (July, 1944)